# Cheilosia hirayamaensis
Cheilosia hirayamaensis är en tvåvingeart som beskrevs av Tokuichi Shiraki 1968. Cheilosia hirayamaensis ingår i släktet örtblomflugor, och familjen blomflugor. Inga underarter finns listade i Catalogue of Life.